# Neostylopyga weileri
Neostylopyga weileri är en kackerlacksart som först beskrevs av Robert Walter Campbell Shelford 1908.  Neostylopyga weileri ingår i släktet Neostylopyga och familjen storkackerlackor.
Artens utbredningsområde är Kamerun. Inga underarter finns listade i Catalogue of Life.